# Kyo-Ichi
Kyo-Ichi - La marque du diable (キョウイチ, Kyōichi) est un seinen manga de Motorō Mase, prépublié dans le magazine Big Comic Spirits en 2001 et publié par l'éditeur Shōgakukan en un volume relié sorti en juillet 2001. La version française est éditée par Kazé en un tome sorti en septembre 2012.

## Manga
Initialement prépubliée dans le magazine Big Comic Spirits en 2001, cette première œuvre de Motorō Mase est publiée par l'éditeur Shōgakukan en un volume relié sorti le 30 juillet 2001 puis rééditée en octobre 2008. La version française est éditée par Kazé à partir de la réédition japonaise de 2008 en un volume sorti le 26 septembre 2012 comprenant Limit, l'épisode pilote de la série manga Ikigami,,,.

### Liste des volumes
| no | Japonais        | Japonais          | Français          | Français          |
| no | Date de sortie  | ISBN              | Date de sortie    | ISBN              |
| --- | --------------- | ----------------- | ----------------- | ----------------- |
| 1 | 30 octobre 2008 | 978-4-09-182283-3 | 26 septembre 2012 | 978-2-82030-511-4 |
| Liste des chapitres : - Kyo-Ichi - Chapitre 1 : Renaissance (再生) - Chapitre 2 : Liens (絆) - Chapitre 3 : Retournement (逆転) - Boucle 1 : Traumatisme (トラウマ) - Boucle 2 : Prolifération (増殖) - Boucle 3 : Contre-attaque (逆襲) - Boucle sans fin : Déclin (終宴) - Limit - Première partie - Dernière partie |                 |                   |                   |                   |